# Killen (Alabama)
Killen é uma cidade  localizada no estado americano do Alabama, no Condado de Lauderdale.

## Demografia
Segundo o censo americano de 2000, a sua população era de 1119 habitantes.
Em 2006, foi estimada uma população de 1122, um aumento de 3 (0.3%).

## Geografia
De acordo com o United States Census Bureau, a localidade tem uma área de 5,0 km², sem área coberta por água. Killen localiza-se a aproximadamente 186 m acima do nível do mar.

## Localidades na vizinhança
O diagrama seguinte representa as localidades num raio de 20 km ao redor de Killen.